# Slapy (kraj środkowoczeski)
Slapy – gmina w Czechach, w powiecie Praga-Zachód, w kraju środkowoczeskim. Według danych z dnia 1 stycznia 2013 liczyła 804 mieszkańców.
W miejscowości znajduje się zapora wodna Slapy zbudowana na Wełtawie, oddana do eksploatacji w 1954 r.